# Barrio de San Jacinto
Barrio de San Jacinto är en ort i Mexiko, tillhörande kommunen Jocotitlán i den nordvästra delen av delstaten Mexiko. Orten hade 484 invånare vid folkräkningen 2010.